# Wolfgang Max Faust

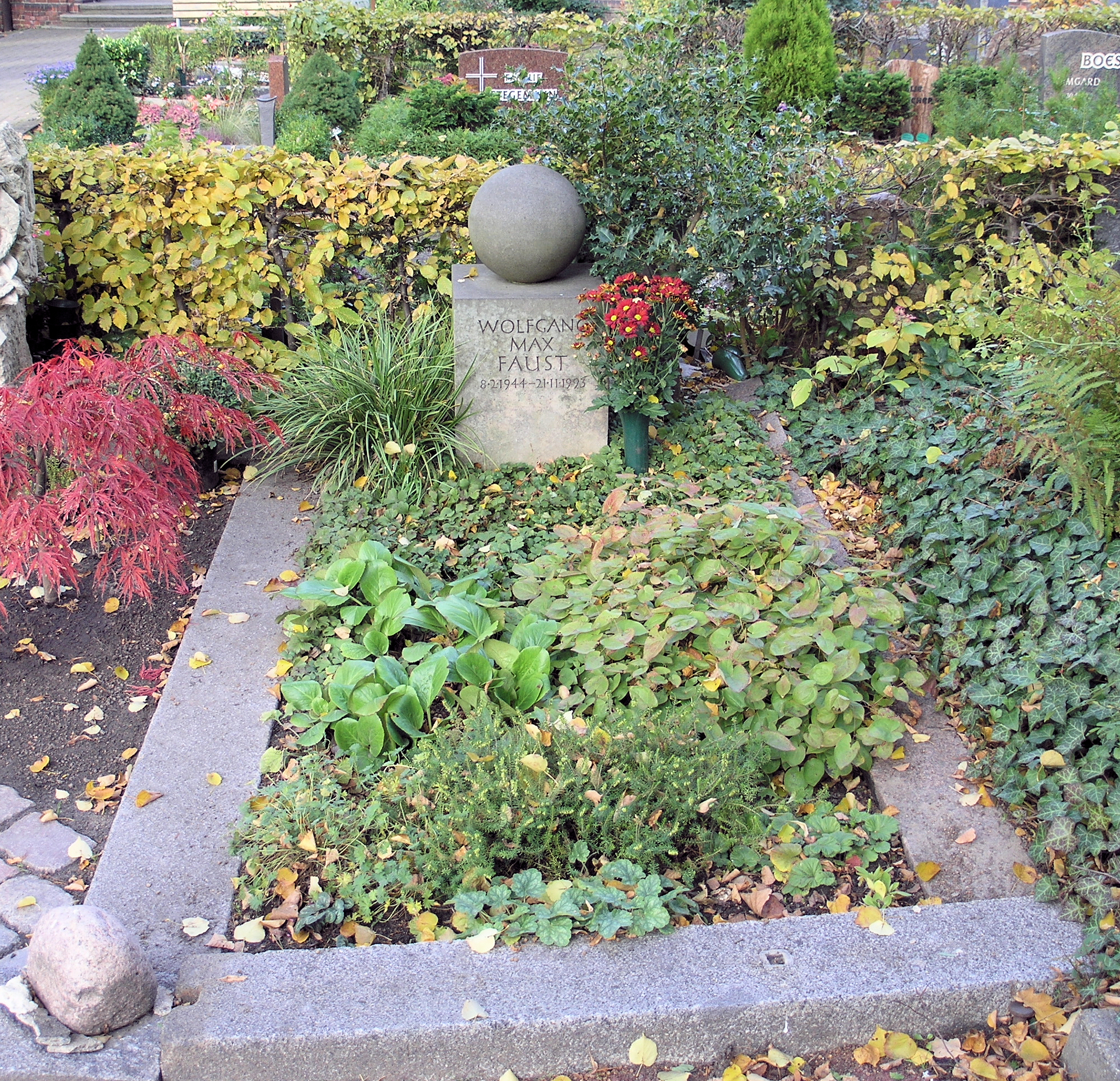
Grabstätte, Stubenrauchstraße 43–45, in Berlin-Friedenau

Wolfgang Max Faust (* 8. Februar 1944 in Landstuhl; † 21. November 1993) war ein deutscher Kunsttheoretiker und Chefredakteur der Kunstzeitschrift „Wolkenkratzer“; ein Promoter und Kritiker der deutschen gestischen Malerei der 1980er Jahre. Faust wurde an der Technischen Universität Berlin promoviert. Eine langjährige Lebensgemeinschaft und Freundschaft teilte er mit Eckehard Kunz, dem Pfarrer der Berliner Martin-Luther Gemeinde. Faust nahm sich 1993, an den Folgen von Aids leidend, das Leben. Sein Nachlass befindet sich im Archiv der Akademie der Künste in Berlin, sein ungewöhnlicher Grabstein auf dem Friedhof Schöneberg III.
1999 erinnerte die NGBK mit der Ausstellung „Unterbrochene Karrieren“ an die drei an den Folgen von Aids verstorbenen Kunstvermittler Manfred Salzgeber, Wolfgang Max Faust und Christian Borngräber.

## Werke (Auswahl)
- Salon-Gespräche. Ratgeber für Schüchterne beiderlei Geschlechts von Leopold von Reinbeck, herausgegeben und mit einem Nachwort versehen von Wolfgang Max Faust, Deutscher Taschenbuch Verlag, München 1970
- Bilder werden Worte. Zum Verhältnis bildender Kunst und Literatur im 20. Jahrhundert oder Vom Anfang der Kunst im Ende der Künste, Hanser, München 1977, ISBN 3-446-12426-8
- Hunger nach Bildern. Deutsche Malerei der Gegenwart (mit Gerd de Vries), „DuMont Dokumente“, DuMont, Köln 1982, ISBN 3-7701-1442-6
- Dies alles gibt es also. Alltag, Kunst, Aids. Ein autobiographischer Bericht, Hatje Cantz, Stuttgart 1993, ISBN 3-89322-523-4.
- Martin Kippenberger und Co – Ein Dokument (Kommentator)